# NGC 189
NGC 189 è un ammasso aperto situato nella costellazione di Cassiopea.

## Descrizione
L'ammasso ha un'età di circa 10 milioni di anni.
Secondo la classificazione degli ammassi aperti introdotta da Robert Trumpler, NGC 189 appartiene alla classe III2p, in quanto contiene meno di 50 stelle (lettera "p"), con una concentrazione media (III) e con le magnitudini ripartite in un intervallo medio (2).

## Scoperta
L'ammasso NGC 189 è stato scoperto il 27 settembre 1783 da Caroline Herschel, ma la sua scoperta non venne registrata nel catalogo del fratello e andò perduta. Fu riosservato dal nipote John Herschel il 27 ottobre 1829.